# Gregorio de la Fuente (sindicalista)
Gregorio de la Fuente (Sacramenia, Segovia, España, 20 de diciembre de 1953 - Fuente el Olmo de Fuentidueña, 1 de noviembre de 2006), conocido como Goyo, fue un pionero del sindicalismo agrario en España.
Fundador en 1977 de la Unión de Campesinos COAG, fue su presidente desde 1982 hasta 2000.
Polemizador nato, mantuvo varias huelgas de hambre para protestar por la situación del campo castellano.
Como muchos muchachos de su tiempo, estudió en la escuela de su pueblo y cuatro años en el seminario de Segovia.
Sus estudios de bachillerato en el Instituto Gregorio Marañón de Madrid, tres años de filología clásica en la Universidad Autónoma madrileña y la carrera de magisterio completan su formación académica.
Desde siempre tuvo un objetivo claro, defender la profesión del campo, lo que realmente había vivido en sus orígenes, para ello era necesario cuajar un proyecto sindical con la idea de que "la unión da la fuerza" y utiliza el término "unión" en esta iniciativa.
Fundador de la Unión de Campesinos - COAG de Segovia, de la que fue presidente desde 1982, contribuyó de manera decisiva a la constitución y fortalecimiento de la Unión Regional, la UCCL - COAG, de la que fue Coordinador desde 1984 hasta 2000.
También extendió su actividad a nivel nacional, participando de manera muy significativa en el desarrollo de COAG de la que fue Coordinador entre la IV Asamblea (1987) y la VI (1990), tres años de intensa actividad siendo además miembro de su Comisión Ejecutiva entre 1987 y 1992.
En Segovia fue Presidente de la Cámara Agraria de Segovia, tras vencer en las elecciones de 1997 y 2002, en la primera ocasión a su gran amigo Manuel Sanz.
Pero no sólo impulsó la actividad sindical agraria, el espíritu de "unión" también lo aplicó a la práctica de la profesión agraria. Con esta idea fue fundador de diferentes iniciativas cooperativas como las de Glus I, Messenor o la del Duratón de Fuentesaúco de Fuentidueña.
- Datos: Q5885596